# Титово (Тургиновське сільське поселення)
Титово (рос. Титово) — присілок в Калінінському районі Тверської області Російської Федерації.
Населення становить 1 особу. Входить до складу муніципального утворення Тургиновське сільське поселення.

## Історія
Від 2005 року входить до складу муніципального утворення Тургиновське сільське поселення.

## Населення
| 1859 | 1886 | 2002 | 2010 |
| ---- | ---- | ---- | ---- |
| 242  | ↘144 | ↘3   | ↘1   |